# パオラ・カサリヌオバ
パオラ・ガブリエラ・カサリヌオバ（Paola Gabriela Casalinuovo、1974年8月10日 - ）は、アルゼンチンの元プロボクサーである。ブエノスアイレス州カラパチャイ出身。元IBF女子世界ジュニアミドル級王者。

## 来歴
2000年8月7日、デビュー戦を2回TKO勝利。デビュー3戦はアマチュアと並行しており、2002年には世界選手権で銅メダル獲得。
その後すべて2回以内のKO勝ちを重ねる。
2014年4月12日、ヤヒラ・ヘルナンデスと空位のIBF女子世界ジュニアミドル級王座を争い、7回TKOで勝利。11戦11KO勝利で世界タイトル獲得。
2014年11月21日、Gabriela Marcela Zapata相手にIBF王座初防衛戦を行い、2回TKOで初防衛成功。12戦全KOで引退。

## 戦績
- 12戦 12勝（12KO）

## 獲得タイトル
- 第2代IBF女子世界ジュニアミドル級